# Amelora cryphia
Amelora cryphia är en fjärilsart som beskrevs av Turner 1919. Amelora cryphia ingår i släktet Amelora och familjen mätare. Inga underarter finns listade i Catalogue of Life.